# Sylvqin
Sylvain Szewczyk, dit Sylvqin, né le 28 septembre 1992 à Firminy, est un vidéaste web et streameur francophone.

## Biographie

### Enfance et formation
Sylvain Szewczyk est né le 28 septembre 1992, d'un père ouvrier dans une usine puis agent d'entretien dans un collège de Saint-Didier-en-Velay. Il est élevé seul par celui-ci, sa mère s'étant donné la mort lorsqu'il avait 9 ans. 

### Carrière sur internet
En février 2014, il crée Bescherelle ta mère, site web concernant les fautes de français.
En novembre 2015, il lance sa chaine Twitch.
En décembre 2016, il lance sa chaine YouTube principale Sylvqin, qui en février 2025 compte 480 000 abonnés.
En juillet 2019, il relève dans une vidéo une enquête sur l'identité des personnes tenant la chaîne Lama Fâché,,. Cette vidéo est en réaction à une autre vidéo sur le sujet sortie par Aude Favre.
En mai 2020, il lance une seconde chaine YouTube intitulée Sylvdeux.

## Ligne éditoriale
Il réalise des vidéos sur des sujets variés : Crypto AG, Akinator, les croix de pharmacie, Valve, le piratage de jeux vidéo ou à l'histoire dans les années 1990 de l'encaissement par Patrick Combs d'un faux chèque publicitaire de près de 100 000 dollars.